# Ертель Олександр Дмитрович
Ертель Олександр Дмитрович (рос. Эртель Александр Дмитриевич, *11 жовтня 1857 р. — †після липня 1919 р.) — археолог, інженер, хранитель музею Київського товариства охорони пам'ятників старовини та мистецтва та його член Ради голів.

## Життєпис
Народився в родині спадкового почесного громадянина, титулярного радника Дмитра Ертеля (*1828-†1870), котрий з 1865 р. був наглядачем Київського тюремного замку.
Освіту Олександр Ертель здобув у 1-й Київській гімназії.
У 1876 р. працював у Київському Товаристві взаємного кредиту, де обіймав посаду постійного секретаря, а потім — товариша керуючого. Додатково працював скарбником Каси взаємодопомоги літераторів і вчених, на реставрації живопису в Києво-Печерській лаврі, брав участь в Комісії з оцінки та прийняття її Духовним Собором тої лаври.
Публікував свої статті в «рос. Труды Киевской Духовной академии».
Був членом
- Київського товариства охорони пам'ятників старовини та мистецтва,
- Київського відділу Імператорського Російського Військово-історичного товариства.

Досліджував кургани, городища, первісні стоянки, вали, печерні житла, займався розкопками. Ним відкриті та науково вперше атрибутовані раніше невідомі археологічні пам'ятки: печери в Китаєві (на Виноградній горі), кургани незвичайного для даної місцевості типу у Совках і Жулянах, могильник в Проневщині. Йому належить відкриття стародавніх воріт Київського кремля доби князя Володимира.
Був переконаним монархістам «правого крила». У 1905 р. вступив до лав «Партії правового порядку», став членом Київської Монархічної партії, від якої був делегований на Третій Всеросійський З'їзд російських людей в Києві 1-7 жовтня 1906 р.. Де був обраний одним з секретарів З'їзду.
У 1907 р. очолював «Залізничний відділ» Союзу Російського Народу (СРН) в Києві. Брав участь у зборах Київського Клубу Російських націоналістів.
23 й 30 січня 1909 р. виступав з доповіддю на тему «Єврейство і Тора».
У 1914 р. провів археологічну розвідку на берегах Почайни.
У 1916 р. з Пещанським В. П. досліджував пам'ятку Михайлівський собор Видубицького монастиря.
У 1916—1917 рр. працював помічником завідувача складом з діловодства в Києві у Відділі (фронтового складу) Загально-козацької організації августійшого похідного отамана при Верховному головнокомандувачеві. Він відкрив в місті численні майстерні з постачання фронту.
У 1917 р. працював з дітьми як екскурсовод на місцях розкопок і як ватажок-керівник дружини бойскаутів «Ведмідь» Київського навчального округу.
У 1917—1918 рр. брав участь у археологічних дослідженнях.
Під час радянської влади працював у Раднаргоспі. Відвідував «Київське релігійно-філософське товариство».
Після 30 травня 1918 р. залишився інвалідом через обвал землі, у нього була переламана нога та зрушені кістки тазу.
У 1918 р. в його квартирі розміщувалася монархічна організація «Південноросійський союз молоді». Залишивши після себе бібліотеку монархічних видань. Цей факт і послужив приводом для обшуку його квартири чекістами 8 липня 1919 р. і арешту за звинуваченням у контрреволюції.
22 липня 1919 р. інспектор секретного відділу київської ЧК виніс рішення розстріляти його. Але чекістам була потрібна модель глушника, яка потребувала термінового випробування, тому 30 липня 1919 р. вирок був зупинений. І Олександра Ертеля звільнили під зобов'язання сконструювати глушник.
| Генріх Шліман | Це незавершена стаття про археолога. Ви можете допомогти проєкту, виправивши або дописавши її. |